# Charmes, Allier
Charmes är en kommun i departementet Allier i regionen Auvergne-Rhône-Alpes i de centrala delarna av Frankrike. Kommunen ligger  i kantonen Gannat som ligger i arrondissementet Vichy. År 2022 hade Charmes 374 invånare.

## Befolkningsutveckling
Antalet invånare i kommunen Charmes
Referens: INSEE